# Joan Parets Serra
Joan Parets i Serra (Santa Maria del Camí, 1940 — Palma, 13 de juliol de 2021) fou un prevere i musicòleg mallorquí.
Nascut a Santa Maria, a l'hostal de Can Mig, fou germà del missioner Miquel Parets. Estudià al seminari conciliar de Sant Pere de Ciutat. Fou ordenat prevere el 1967. Vicari de Bunyola (1967-1974). Fundà la coral polifònica de Bunyola (1967), la revista "Es Castellet" (1968) i el Centre de Recerca i Documentació Històrico-Musical de Mallorca (1984). Després de Bunyola exercí de vicari de la parròquia de Sant Josep Obrer de Ciutat (1974-1975) i passà a Lima (Perú) (1975-1981). També fou rector de Crist Rei a Inca (1981-1984) i de Lloseta (1984-1987). El 1987 retornà al Perú, on residí fins al 1989. Al seu retorn, fou rector de Sineu i, després, de Campanet i Moscari. Des de 1990 fou president de la Comissió Diocesana de Música Sagrada.
El novembre del 2009 la Fundació ACA, de Búger, el premià per la trajectòria com a documentalista musical i pel seu treball per a la recuperació del patrimoni musical de les Illes Balears.

## Obres
- La opera en Mallorca. Siglo XIX. Palma: Luis Ripoll Editor, 1982.
- Breu història musical de les Illes Balears. Amb Joan Thomàs i Sabater. Inca, 1982.- "Col. Ximbellí".
- Els ministrils i els tamborers de la sala. Amb Xavier Carbonell Castell, Gabriel Massot i Muntaner i Pere Estelrich i Massutí. Palma: Imagen 70. 1993.
- Apunts sobre el fet musical a Manacor. Manacor: Patronat de l'Escola Municipal de Mallorquí, 1997. 84-88256-16-7
- Balearica: bibliografia de la música impresa de compositors balears, de tema balear o editada a les Illes Balears, 1506-1996. Amb Jaume Bover Pujol. Palma: Miquel Font, 2002. ISBN 84-7967-090-8.
- Notes per a la Història de la Música a Mallorca. 2 volums. Amb Ramon Rosselló i Vaquer. Palma: Centre de Recerca i Documentació Històrico-musical de Mallorca, 2003-2004.
- Isaac Albéniz a Mallorca. Amb Antoni Mir i Marquès. Campos: Ed. Roig i Montserrat. 2004.